# Rozsdavörös bokorcsiga
A rozsdavörös bokorcsiga (Pseudotrichia rubiginosa) Kelet- és Észak-Európában honos, a tüdőscsigákhoz tartozó szárazföldi csigafaj. 

## Megjelenése
A csiga háza 4,5–5 mm magas és 6–8 mm széles, 4,5-5,5 domború kanyarulatból áll. A héj halványbarna színű, vékony és áttetsző, egyenetlenül rovátkolt. A fiatal csigák háza ritkásan rövid szőrökkel borított. A kanyarulatok varratai közepesen bemélyedők, szájadékán ajakduzzanat nincs. Köldöke kicsi, részben takarja a szájadék pereme. A Trochulus-fajokkal összetéveszthető, de míg azoknak kettős "szerelemnyila" van, a rozsdavörös bokorcsigáé szimpla.
Az állat sötétszürke, lába világosabb, talpa fehéres. 

## Előfordulása és életmódja
Kelet-Európai faj, Oroszországban, Ukrajnában, a balti államokban és a Kárpát-medencében viszonylag gyakori. Észak-Európában (Észak-Németország, Hollandia, Svédország balti szigetei), valamint a Rajna-völgyben is előfordul. Elszigetelt populációi ismertek Finnországban, Olaszországban és Angliában a Temze völgyében (utóbbi helyen feltehetően jégkorszaki maradványfaj). Németországban és Angliában védett. Bulgáriában 900 méteres magasságig található meg.

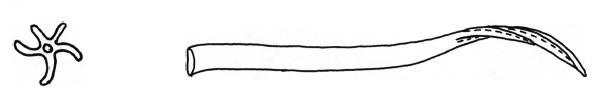
A rozsdavörös bokorcsiga "szerelemnyila"

Folyó- és patakvölgyekben, ártereken, vízzel időnként elárasztott élőhelyeken található, melyet iszapos talaj és tápanyagigényes fű- és kórótársulás jellemez. A telet és az áradásokat az iszapba ásva vészeli át. Június-augusztusban rakja le 2-3 petecsomagját (mindegyikben 2-6 darab 1,2-1,6 mm-es petével) mintegy 1 cm mélyen a talajba. A fehéres színű kiscsigák 15-20 nap múlva kelnek ki és négyhetes korukra sötétednek be.
Magyarországon nem védett.